# Шалигинська селищна рада
Шали́гинська се́лищна ра́да — орган місцевого самоврядування у Глухівському районі Сумської області. Адміністративний центр — селище міського типу Шалигине.

## Загальні відомості
- Населення ради: 4116 особа (станом на 2019рік)

## Населені пункти
Селищній раді підпорядковані населені пункти:
- смт Шалигине
- с. Ємадикине
- с.Вовківка
- с.Гудове
- с.Ходине
- с.Старикове
- с.Соснівка
- с.Сваркове
- с.Катеринівка

### Колишні населені пункти
- с. Чернівське, зняте з обліку 19 квітня 2013 року

## Склад ради
Рада складається з 22 депутатів та голови.
- Голова ради: Матвієнко Юрій Вікторович
- Секретар ради: Кліменченко Світлана Василівна

### Керівний склад попередніх скликань
| Прізвище, ім'я, по батькові    | Основні відомості                                                                                | Дата обрання | Дата звільнення |
| ------------------------------ | ------------------------------------------------------------------------------------------------ | ------------ | --------------- |
| Разін Володимир Васильович     | Селищний голова, 1953 року народження, освіта вища, безпартійний                                 | 26.03.2006   | 31.10.2010      |
| Разін Володимир Васильович     | Селищний голова, 1953 року народження, освіта вища, член Партії регіонів                         | 31.10.2010   | 30.03.2015      |
| Кліменченко Світлана Василівна | Т.В.О.селищного голови,секретар селищної ради, 1976 року народження, освіта середня, беспартійна | 09.04.2015   | 25.10.2015      |
| Матосова Галина Олександрівна  | Селищний голова, 1962 року народження, освіта вища, беспартійна                                  | 25.10.2015   | 29.12.2016      |
| Матвієнко Юрій Вікторович      | Селищний голова, 1972 року народження, освіта вища, беспартійний                                 | 18.12.2016   |                 |

Примітка: таблиця складена за даними сайту Верховної Ради України

### Депутати
За результатами місцевих виборів 2016
року депутатами ради стали:

#### За суб'єктами висування
| Суб'єкт висування | Кількість обраних депутатів | %   |
| ----------------- | --------------------------- | --- |
| Самовисування     | 22                          | 100 |

#### За округами
| № округу      | Прізвище, ім'я, по батькові    | Дата визнання обраним | Освіта  | Партійна приналежність | Відомості про обраного депутата                                                                           |
| ------------- | ------------------------------ | --------------------- | ------- | ---------------------- | --- |
| Самовисування |                                |                       |         |                        | |
| 1             | Антоненко Галина Миколаївна    | 18.12.2016            | середня | позапартійна           | Пенсіонер                                                                                                 |
| 2             | Ардинцев Валерій Васильович    | 18.12.2016            | середня | позапартійна           | Художній керівник Сварківського СБК                                                                       |
| 3             | Бакаєва Наталія Григорівна     | 18.12.2016            | вища    | позапартійний          | Художній керівник Шалигинського МБК                                                                       |
| 4             | Балабонова Наталія Вікторівна  | 18.12.2016            | середня | позапартійна           | Землевпорядник Шалигинської селищної ради                                                                 |
| 5             | Власенко Олена Олегівна        | 18.12.2016            | середня | позапартійна           | Медична сестра Шалигинська медична амбулаторія                                                            |
| 6             | Волченко Олена Василівна       | 18.12.2016            | середня | позапартійна           | Діловод с.Ходине                                                                                          |
| 7             | Воловик В’ячеслав Миколайович  | 18.12.2016            | вища    | позапартійний          | Лісник ДП «Глухівське лісове господарство»                                                                |
| 8             | Гришина Антоніна Григорівна    | 18.12.2016            | середня | позапартійна           | Пенсіонер                                                                                                 |
| 9             | Громак Надія Василівна         | 18.12.2016            | середня | позапартійна           | Пенсіонер                                                                                                 |
| 10            | Гурець Людмила Василівна       | 18.12.2016            | середня | позапартійний          | Діловод с.Старикове                                                                                       |
| 11            | Кліменченко Світлана Василівна | 18.12.2016            | вища    | позапартійний          | Секретар Шалигинської селищної ради                                                                       |
| 12            | Лєпкова Марія Іванівна         | 18.12.2016            | вища    | позапартійна           | Пенсіонер                                                                                                 |
| 13            | Лошкарьов Віктор Григорович    | 18.12.2016            | вища    | позапартійний          | ЗОШ І-ІІІ ст., сторож                                                                                     |
| 14            | Лукьянова Марина Василівна     | 18.12.2016            | вища    | позапартійна           | спеціаліст відділу освіти,молоді та спорту Шалигинської селищної ради                                     |
| 15            | Полятикін Віктор Володимирович | 18.12.2016            | середня | позапартійна           | Тимчасово не працює                                                                                       |
| 16            | Рябко Олена Григорівна         | 18.12.2016            | вища    | позапартійна           | спеціаліст з продажів обслуговування клієнтів малого та середнього бізнесу Сумська філія ПАТ «Укртелеком» |
| 17            | Сапутін Євген Олександрович    | 18.12.2016            | вища    | позапартійна           | Тимчасово не працює                                                                                       |
| 18            | Слепиніна Валентина Миколаївна | 18.12.2016            | середня | позапартійна           | Директор ТОВ «Катеринівське»                                                                              |
| 19            | Слукіна Тамара Петрівна        | 18.12.2016            | вища    | позапартійна           | Директор КЗСОР Шалигинська спеціальна загальноосвітня школа-інтернат                                      |
| 20            | Суровицький Іван Васильович    | 18.12.2016            | середня | позапартійна           | Тренер викладач з футболу ДЮСША                                                                           |
| 21            | Терещенко Микола Григорович    | 18.12.2016            | вища    | позапартійна           | Пенсіонер                                                                                                 |
| 22            | Ховренко Олена Вікторівна      | 18.12.2016            | вища    | позапартійна           | Ліснича Шалигинського лісництва                                                                           |